# Cerca la Source
Cerca la Source (hait. Sèka Lasous) – gmina na Haiti, w Departamencie Centralnym, w Cerca-la-Source Arrondissement. W 2009 liczyła 51 410 mieszkańców.